# Wrociszów (gmina)
Wrociszów – dawna gmina wiejska istniejąca w latach 1946–1954 w woj. wrocławskim i woj. zielonogórskim (dzisiejsze woj. lubuskie). Siedzibą władz gminy był Wrociszów.
Gmina Wrociszów powstała po II wojnie światowej (1945) na terenie tzw. Ziem Odzyskanych (tzw. II okręg administracyjny – Dolny Śląsk). 28 czerwca 1946 gmina – jako jednostka administracyjna powiatu kożuchowskiego – weszła w skład nowo utworzonego woj. wrocławskiego. 6 lipca 1950 gmina wraz z całym powiatem kożuchowskim weszła w skład nowo utworzonego woj. zielonogórskiego. 24 kwietnia 1953 zmieniono nazwę powiatu kożuchowskiego na nowosolski.
Według stanu z 1 lipca 1952 gmina składała się z 11 gromad: Drwalowice, Kiełcz, Książ Śląski, Lelechów, Lubieszów, Rudno, Sokołów, Stare Żabno, Studzieniec, Wrociszów i Zakęcie. Gmina została zniesiona 29 września 1954 wraz z reformą wprowadzającą gromady w miejsce gmin. Jednostki nie przywrócono 1 stycznia 1973 wraz z kolejną reformą reaktywującą gminy.